# Clifford Gray (bobsleigh)
Ne doit pas être confondu avec Clifford Grey.
Clifford Barton « Tippi » Gray (29 janvier 1892 - avril 1968) était un bobeur, auteur-compositeur et acteur américain, qui a concouru à la fin des années 1920 et dans les années 1930. Il a remporté deux médailles aux Jeux olympiques d'hiver, une médaille d'or dans l'épreuve de bob à quatre à Lake Placid, New York, en 1932 et une médaille d'or dans l'épreuve de bob à cinq à Saint-Moritz, en Suisse, en 1928, ainsi qu'une médaille de bronze dans l'épreuve de bob à quatre aux Championnats du monde FIBT de 1937 à Saint-Moritz.

## Biographie
Gray est né à Chicago, dans l'Illinois, d'un père anglais et d'une mère américaine. Il était le neveu du général Henry Tureman Allen (en),. Il a fait ses études à la Lake Forest Academy (en) puis à l’Université Cornell. Dans ses jeunes années, il était un acteur de théâtre musical et de cinéma, apparaissant avec Lew Fields (en) à Chicago, et dans des différents films de Pathé, Famous Players et World. Il vécu dans l'Ohio, puis à New York, et a visité Saint-Moritz, où il a été recruté dans l'équipe américaine de bobsleigh.
Gray était connu comme un playboy et un mondain voyageur, souvent décrit par le chroniqueur O. O. McIntyre (en), qui l'appelait « le plus constant des vagabonds internationaux, aussi sans abri que la fumée et toujours à la dérive ». Le scénariste Thomas J. Geraghty (en) l'appelait « mystérieux comme le vent... absolument omniprésent et omniprésent ». Charlie Chaplin le décrit dans son autobiographie : « Il apparaissait dans les fêtes d'Hollywood, un type négatif et décontracté avec un sourire perpétuel et vide ». En 1929, Gray épousa Clara Louise Cassidy, fille du fondateur millionnaire de United Cigar Stores (en), Charles A. Whelan.  Ils ont divorcé en 1937, McIntyre le qualifiant de « célibataire grassouillet ». En 1939, sa fiancée de l'époque, Ruby Pennington, fut hospitalisée avec une fracture du crâne alors qu'elle se rendait à New York pour l'épouser.
Il est décédé en 1968 près de San Diego, en Californie,.

### Hommonymie
Pendant de nombreuses années, on a cru que Gray était la même personne que Clifford Grey, un auteur-compositeur, librettiste et acteur anglais. Il s'installe ensuite à Paris et écrit des airs de jazz pour la revue du Moulin Rouge.

## Palmarès

### Jeux Olympiques
- : médaillé d'or en bob à 4 aux JO 1928 et 1932.
- Clifford Gray a également été remplaçant dans l'équipe de bobsleigh de 1936, bien qu'il n'ait pas participé à la compétition[12].

### Championnats monde
- : médaillé de bronze en bob à 4 aux championnats monde de 1937 (avec William Dupree, James Bickford)